# 北咸海
北咸海（哈萨克语：Солтүстік Арал теңізі；俄语：Северное Аральское море）以前是咸海北边的一部分，因水域萎缩而与咸海南部分离，现在其水源主要来自于锡尔河。
1925年，在鹹海北岸的阿克斯佩村附近發現了一個蘊藏着大量漸新世化石的大型遺址。

## 历史
1960年代，北咸海还是苏联地界，由于大规模的粗放农业开发需要灌溉用水，锡尔河下游水量减小，咸海水位逐渐降低。1986年，咸海已经露出较多湖床，将咸海一分为二：北部就是现在的北咸海，而南边的南咸海后来继续干枯，分为东咸海与西咸海。这几个小湖泊在90年代仍然在缩小，其中北咸海的水还要流进南咸海，导致其迅速缩小。到2005年，独立以后的哈萨克斯坦在北咸海出水口修建科卡拉爾大壩，将北咸海的水流出去的通道堵起来，此后北咸海的水位又重新回升。

## 生态
2003年时，北咸海湖水深度只有30米，面积也只有2,550平方公里（根据日本宇宙航空研究开发机构的数据是3200平方公里）；經由哈萨克斯坦的努力，北咸海湖水水面在2008年已经从2003年的水平升高了12米，湖深达到42米，面积也扩大至3300平方公里（日本宇宙航空研究开发机构的数据则是3600平方公里）。湖水含盐度降低，水中鱼类增多，渔业也慢慢得以恢复。

## 外部連結
- 维基共享资源上的相關多媒體資源：北咸海
- FIELD TRIP TO THE ARAL SEA September 2007
- Deserts of the North Aral Sea.